# OLED
 Der er for få eller ingen kildehenvisninger i denne artikel, hvilket er et problem. Du kan hjælpe ved at angive troværdige kilder til de påstande, som fremføres i artiklen.

OLED (organic light-emitting diode eller organisk lysdiode) er en variant af lysdioder, hvor det øverste lag er organisk, altså en karbonforbindelse.
Organiske lysdioder kan serieproduceres billigt, noget som gør dem godt egnet til brug i skærme. 
Normale lysdioder kan også bruges i skærme, dette dog kun i ekstremt store skærme, for eksempel i sportsarenaer. 
En OLED-skærm består af en meget tynd film af organisk materiale, som aktiveres til at lyse ved hjælp af en katode på den ene side og en anode på den anden side, modsat LCD-skærme som virker ved selektivt at blokere for baggrundslys.
En pixel fra en OLED-skærm består af tre organiske lysdioder, en rød, en grøn og en blå. 
OLED-skærme vil formodentlig udkonkurrere de fleste brugsområder af LCD- og plasmaskærme i fremtiden.

## Fordele og ulemper
- OLED-skærme har potentiale til mindre produktionsomkostninger end skærme med eksisterende skærmteknologier. Det er muligt at printe en OLED-skærm på et gennemsigtigt materiale ved hjælp af en avanceret blækprinter.

- Sammenlignet med LCD-skærme med baggrundsbelysning, er strømforbruget for en OLED-skærm mindre end halvdelen. Baggrundsbelysningen på en LCD-skærm lyser konstant, og varierende mængder lys i forskellige farver slippes gennem. LCD-skærme er ikke i stand til at vise den rene farve sort , da noget lys altid slipper gennem. OLED-skærme, producerer lyset i hver enkelt pixel, og i hver sine farver, således kontrasten (forholdet mellem de lyse og mørke farver) bliver uendelig, hvilket betyder at der ikke er noget lystab.

- OLED-skærme kan produceres meget tynde fordi de kun består af fire tynde lag samt et støttelag på hver side hvilket gør dem meget bøjelige.

- OLED-skærme kan ikke vise et billede uden at lyse, som LCD-skærme. Sort-hvide LCD-skærme kan slippe ca. halvdelen af lyset gennem hver vej, hvilket gør det unødvendigt at anvende baggrundsbelysning. Denne type skærme findes på blandt andet på regnemaskiner og digitalure og er meget strømbesparende. OLED-skærme vil ikke kunne anvendes i dette brugsområde.

- Levetiden for OLED-skærme er for nuværende, 2009, dårlig, specielt på de blå organiske lysdioder. Ved en lysstyrke på 200 candela/m², har de blå dioder en levetid på ca. 37.500 timer, medens røde dioder har længst levetid med ca. 155.000 timer. Levetiden aftager betragtelig med lysstyrken, en lysstyrke på 300-400 candela/m², som er almindeligt på en LCD-skærm, vil give uacceptabel kort levetid. Formodentlig vil OLED-teknologien udvikle sig på dette området og nærme sig almindelige lysdioder, som har en levetid på ca. ti år.